# 人民大会堂管理局
人民大会堂管理局，是全国人大常委会办公厅直属的司局级事业单位，负责管理人民大会堂，为党和国家举办重大活动提供场所与服务。

## 简介
人民大会堂始建于1958年10月，十个多月后竣工。1959年9月9日凌晨两点，建设该大会堂的提议者毛泽东来到现场视察。他在“大会堂”前加上“人民”两字，定名“人民大会堂”。1959年人民大会堂建成。后来成立了人民大会堂管理处，负责管理人民大会堂，起初隶属国务院机关事务管理局（简称国管局）。
1959年人民大会堂建成时，各省、自治区、直辖市选送了一批文物珍品和艺术品给人民大会堂，许多珍品是经国务院总理周恩来亲自审视后确定的。1966年文革爆发后，红卫兵在“破四旧”中提出要将这批艺术品当做“四旧”通通砸烂。1966年9月，周恩来在人民大会堂召见国管局的杨亚人，交代人民大会堂的“红色革命化”布置工作。人民大会堂管理处的刘剑副处长、朗雷鸣副书记派了该处的陆学贵科长配合杨亚人的工作，由管理处将这批文物和艺术品分厅室编号后存放到人民大会堂地下室库房，按周恩来指示妥善保管，由杨亚人负责设计语录、诗词等展板，由中央工艺美术学院负责制作，人民大会堂工作人员负责清理场地和张挂。同期杨亚人遵照周恩来及国管局领导指示，还负责“红化”布置北京饭店、中南海几个大门、紫光阁、西花厅和宋庆龄住地等，用时近两年，直到1969年初杨亚人被下放到宁夏的五七干校劳动。文革期间，人民大会堂管理处改为人民大会堂管理局，转隶中共中央办公厅。1978年，中共中央办公厅将杨亚人借调到人民大会堂管理局工作，负责将人民大会堂的布置全面复原。
2007年第1期《党史博览》发表了署名武健华的回忆文章《我在参与逮捕“四人帮”前后的经历》，回顾了毛泽东逝世世后，决定并实施逮捕“四人帮”的全过程，其中提到“1976年10月4日上午，我和中央警卫局副局长毛维中、人民大会堂管理局局长刘剑，随同汪东兴以检查战备为名检查了拟作为隔离‘四人帮’地点的地下工程，并进行了安排布置。”
人民大会堂自1959年建成后直到1979年一直对外封闭。中共十一届三中全会后，1979年1月，万名群众走进人民大会堂举行春节大联欢。当时全国人大常委会副委员长邓颖超表示：“大会堂这个禁区已经被打破了，它重新回到了人民的怀抱。”同年7月15日，人民大会堂正式对社会开放。
此后，文艺演出、新书发布会、公司年会等各类活动陆续开始在人民大会堂举行。人民大会堂管理局负责这些活动的场地出租等事务管理。人民大会堂如何对外开放，是否该涉足商业活动，也曾引起热议。1994年，“人民大会堂”五字的汉字图形被注册成商标。另外，“人民大会堂专供”、“人民大会堂国宴特供”也曾成为一些商家的宣传标签，但2011年国家工商总局、工业和信息化部、商务部、国家质检总局启动专项行动，清理整顿部分商品滥用“特供”、“专供”专项标识，从此一些商品包装上的“人民大会堂”字样消失。
据人民大会堂管理局原局长刘水生回忆，在人民大会堂使用木制票箱时代，每次投票后，被特地组织来的一群算盘高手在人民大会堂江苏厅使用算盘计票，计票通常耗费两个多小时，如有意外还要重复。这段计票时间，全国人大代表、全国政协委员们就在会场内外边休息边等结果。每逢全国人大会议举行换届选举时，因计票时间长，大会从上午九点开到中午十二点多还散不了，人民大会堂管理局都要多备点心，给全国人大代表们加餐。人民大会堂第一次使用电子计票箱是在人民大会堂宴会厅举行的一次中共中央高层会议上，但邓小平刚将选票放进去，票箱却出了故障把选票退出。后来经过不断完善，这套完全由中国自主研制的电子计票系统已很先进，选票投入后数据即传至计算机房，投票结束后15到20分钟便可统计出结果，在技术上也实现了和会场显示屏同步，可在会场显示屏的大屏幕上即时显示候选人票数变化。
2010年代，每两个月人民大会堂管理局都会集中组织局处级党员干部开展一次理论学习。在重大活动任务前，还要进行摸底排查，了解干部职工的思想动态。同时人民大会堂管理局还加强干部职工普法教育，做到党员领导干部无违法违纪案件，全员无严重违法违纪案件及刑事案件，单位无“黄赌毒”等丑恶现象。全国两会等重大活动前，人民大会堂管理局一般都要筹备数月。例如2004年全国两会，人民大会堂管理局副局长严沛接受采访时表示，会议筹备需要人民大会堂管理局全体动员，人民大会堂近千名工作人员忙碌近两个月，清洁七千平米地毯、擦洗四千块玻璃、给一千个门把手上铜油、更换五百个沙发网扣。
2010年代，人民大会堂管理局每年都录用高校应届毕业生为工作人员，由全国人大常委会办公厅人事局统一安排考试和面试。服务员、安检员等人民大会堂的其他岗位，由人民大会堂管理局到各地选招，并与人民大会堂管理局签订劳动合同。

## 职责
工作职责可以概括为“三服务”：“为党中央、全国人大、国务院、全国政协服务，为中央国家机关各部委、各省、自治区、直辖市服务，为各人民团体及人民群众服务。”重要职责就是“管理好、维护好、使用好人民大会堂。”
人民大会堂管理局负责“管理人民大会堂，为党和国家举办重大活动提供场所与服务。”业务范围是：“人民大会堂场所管理与设施维护，会议与宴请场所提供与相关服务，文艺活动场所提供与相关服务，参观接待与相关服务，相关办公服务，相关电子技术服务。”

## 机构设置
- 办公室[5]
- 行政处[6]
- 服务处[6]
- 人事处[7]
- 基建处[8]
- 餐厅处[9]
- 安检处[10]
- 大会堂警卫处[11]
- 机关党委
- 纪念品服务部[12]
- 人民大会堂宾馆

## 历任领导
| 局长 …… - 刘剑（？—？） - 高登榜（？—？） …… - 苏秋成（？—？） - 王庆喜（？—？） - 刘水生（？—2011年4月） - 严沛（？—） | 副局长 …… - 李银桥 - 李设建（？—？） - 于建华（？—？） - 孔祥义（？—？） - 严沛（？—？） - 于涛（？—？） - 戴继业（？—？） - 赵康（？—？） |